# Ère Genryaku
L'ère Genryaku (元暦) est une des ères du Japon (年号, nengō, lit. « nom de l'année ») après l'ère Juei et avant l'ère Bunji. Cette ère couvre la période allant du mois d'avril 1184 au mois d'août 1185. Les empereurs régnants sont Antoku-tennō (安徳天皇) et Go-Toba-tennō (後鳥羽天皇).

## Changement d'ère
- 1184 Genryaku gannen (元暦元年?) : Le nom de la nouvelle ère est créé pour marquer un événement ou une série d'événements. L'ère précédente se termine là où commence la nouvelle, en Juei 3, le 16e jour du 4e mois de 1184[3]

## Événements de l'ère Genryaku
- 1185 (Genryaku 2, 24e jour du 3e mois) : Les Taira (autre nom pour les Heike) et les Minamoto s'affrontent à la bataille de Dan-no-ura et les Heike sont totalement défaits[4].
- 1185 (Genryaku 2, 9e jour du 7e mois) : Un important séisme cause une panique dans la capitale et les provinces avoisinantes[4].

| Genryaku  | 1re  | 2e   |
| Grégorien | 1184 | 1185 |